# الزاحمية
الزاحمية، قرية من قرى محافظة المهد، والتابعة لمنطقة المدينة المنورة في السعودية. تقع في جنوب شرق المدينة المنورة، وتبعد عنها بمسافة تقارب (140) كيلو متر، وعن مهد الذهب بمسافة تقارب ( 80) كيلو متر. ويرأسها الشيخ زاحم بن محمد بن داخل الشاطري